# (3623) Chaplin
(3623) Chaplin est un astéroïde de la ceinture principale.

## Description
(3623) Chaplin est un astéroïde de la ceinture principale. Il fut découvert à Lioudmila Karatchkina le 4 octobre 1981 à Nauchnyj. Il présente une orbite caractérisée par un demi-grand axe de 2,85 UA, une excentricité de 0,086 et une inclinaison de 3,07° par rapport à l'écliptique.
Il fut nommé en hommage à l'acteur, réalisateur et scénariste britannique Charlie Chaplin (1889-1977), icône du cinéma muet grâce à son personnage de Charlot.

## Compléments